# Малый Талмаз
Малый Талмаз — река в России, протекает по Куединскому району Пермского края. Длина реки составляет 10 км.
Начинается на западном склоне вершины 239,1 м в елово-пихтовом лесу. Течёт сначала на запад до села Малый Талмаз, затем поворачивает на юго-восток. В низовьях направляется на юго-запад, на этом участке носит название Каскасалка. Устье реки находится в 16 км по левому берегу реки Ирмиза. На реке имеется пруд.
Основной приток — Кузинка — впадает слева.

## Данные водного реестра
По данным государственного водного реестра России относится к Камскому бассейновому округу, водохозяйственный участок реки — Буй от истока до Кармановского гидроузла, речной подбассейн реки — бассейны притоков Камы до впадения Белой. Речной бассейн реки — Кама.
Код объекта в государственном водном реестре — 10010101112111100016137.